# Monticello (Illinois)
Monticello település az Amerikai Egyesült Államok Illinois államában, Piatt megyében, melynek megyeszékhelye is. Lakosainak száma 5941 fő (2020. április 1.).

## Népesség
A település népességének változása:

| 2010 | 5 548 |
| 2020 | 5 941 |